# Поляновский, Александр
Александр Поляновский (ум. 24 апреля 1687, Варшава) — польский военный и государственный деятель, полковник гусарской роты, стольник великий коронный (1678—1685) и хорунжий великий коронный (1685—1687).

## Биография
Представитель польского шляхетского рода Поляновских герба «Побог». Военная карьера Александра Поляновского началась во время национально-освободительного восстания Богдана Хмельницкого на Украине.
В 1656 году А. Поляновский участвовал в Польско-шведской войне (1655—1660), принимал участие в битвах под Простками и Филипувом. В 1657—1659 годах под командованием Стефана Чарнецкого он участвовал в военной кампании против шведов в Померании и Дании. 27 июня 1660 года Александр Поляновский командовал правым крылом дивизии Стефана Чарнецкого во время битвы против русской армии под Полонкой.
Также А. Поляновский принимал активное участие в военных действиях на Украине. Он участвовал в битвах под Любаром и Слободищем в 1660 году. В 1663—1664 годах он участвовал в неудачной экспедиции польско-литовской армии под командованием короля Яна Казимира Вазы в Левобережную Украину. В 1665—1666 годах Александр Поляновский командовал войсками Ежи Себастьяна Любомирского в битвах под Ченстоховой и Монтвами.
После окончания рокоша Любомирского Александр Поляновский поступил на службу к гетману великому коронному Яну Собескому. В 1669 году во время свободных выборов он был одним из кандидатов на королевский трон Речи Посполитой. В 1667 году А. Поляновский участвовал в Подгайской экспедиции, командуя левым крылом польской армии. В 1671—1673 годах он сражался турецко-татарскими войсками, участвовал в битве под Брацлавом, экспедиции Яна Собеского против татарских «чамбулов» и битве под Хотином.
В 1674 году Александр Поляновский был избран послом (депутатом) от Русского воеводства на элекционный сейм, где поддержал кандидатуру Яна Собеского на польский королевский престол. В 1678 году он получил должность стольника великого коронного.
В 1683 году А. Поляновский командовал гусарскими хоругвями короля Яна III Собеского. В августе того же 1683 года он принял участие в экспедиции короля Яна Собеского на Вену, но по пути заболел и вынужден был вернуться домой. Вскоре после этого А. Поляновский ушел в отставку с военной службы. В 1685 году он был удостоен должность хорунжего великого коронного.